# 白俄羅斯飲食

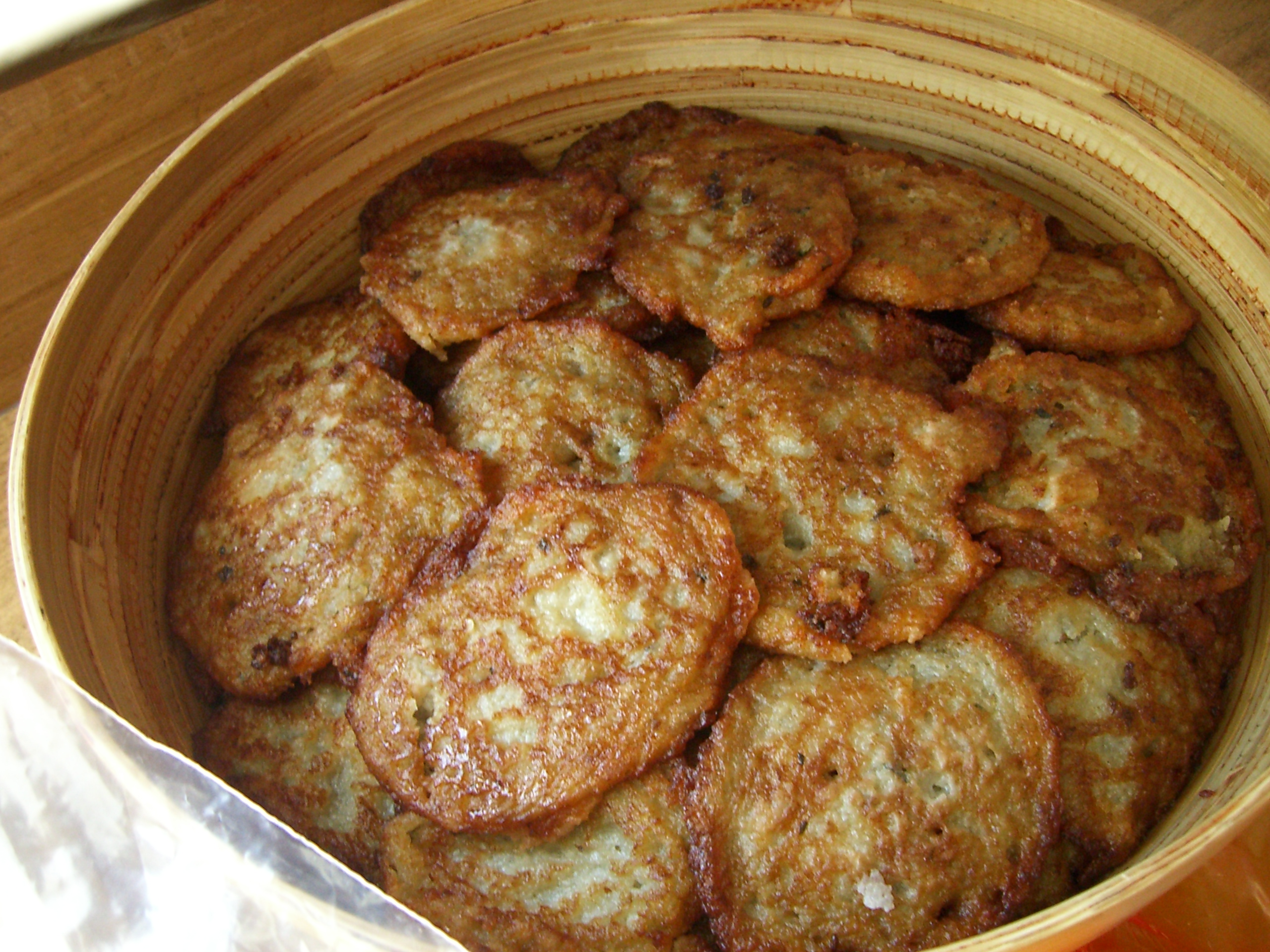
馬鈴薯做成的煎饼

白俄羅斯曾長期被波蘭和立陶宛統治，因此傳統的白俄羅斯飲食主要是農民菜餚。白俄羅斯飲食的特徵是較多使用馬鈴薯並且較多粥類。和俄羅斯及烏克蘭相比，白俄羅斯飲食雖然不是那麼精緻，但保留了較多古斯拉夫的特色，與烏克蘭菜最爲相似。白俄羅斯的主食並非小麥或大麥而是燕麥。傳統的白俄羅斯的麵包多略帶黑色，硬度較硬且帶有酸味，並且不使用酵母。白俄羅斯人最常食用的肉類是豬肉。